# Matias Cardoso
Matias Cardoso – miasto i gmina w Brazylii, w stanie Minas Gerais.